# Cruz de Guerra 1914-1918 (França)
A Cruz de Guerra 1914-1918 (em francês:  Croix de guerre 1914-1918), é uma condecoração militar francesa da Primeira Guerra Mundial. Foi a primeira Croix de guerre, sendo concedida a todos aqueles que se distinguissem por ações de heroísmo em combate contra forças inimigas, bem como aqueles que fossem mencionados em despachos, ou seja, que realizou uma ação heróica que merece a citação no quartel-general individualmente. A medalha também se estendeu a militares das forças Aliadas.
A Cruz de Guerra 1914-1918 foi outorgada a cerca de 2.965.000 agraciados até 1921. Ela situa-se entre a Ordem Nacional do Mérito e a Cruz de Guerra 1939-1945. Atualmente é outorgada a Cruz de Guerra dos Teatros de Operações Exteriores.

## História
A sua criação tem origem na necessidade de recompensar os soldados pelos seus actos. Desde o início da Grande Guerra, surgiu a necessidade de recompensar as tropas pelas suas acções. Até determinada altura, esta recompensa era assinalada pela Citation du jour (Citação do dia), mas que não era mais que apenas um testemunho escrito, nos comunicados, nas fichas de serviço e na ficha militar. Esta condecoração administrativa, meramente em um pedaço de papel, devia dar lugar a um sinal distintivo claro e visível, que permitisse ao chefe condecorar o mais valente dos seus soldados no próprio local da luta. Então, apenas a Medalha Militar e a Legião de Honra eram concedidas por coragem em batalha mas, devido aos grandes números agora envolvidos, uma nova condecoração se fez necessária como recompensa específica destinada a militares detentores de uma citação.
No final de 1914, o General Boëlle, comandante-em-chefe do IV Exército Francês, propôs a criação de uma condecoração militar para substituir a Citation du jour. Maurice Barrès, o notável escritor e parlamentar de Paris, deu apoio a Boëlle em seus esforços. Em 23 de dezembro de 1914, o parlamentar francês Georges Bonnefous propôs um projeto de lei para criar a Croix de la Valeur militaire assinado por 66 outros parlamentares. Émile Driant, um parlamentar que serviu na zona de guerra durante grande parte desse tempo, tornou-se seu porta-voz natural quando voltou à legislatura. Em 18 de janeiro de 1915, Driant apresentou este projeto de lei, mas o nome do prêmio militar foi renomeado para Croix de guerre. Em 4 de fevereiro de 1915, Émile Driant apresenta e apoia perante a Assembleia Nacional, o relatório da comissão do exército:

"Vamos criar uma ordem que recompense o valor militar, mas dê a ela um nome curto e claro que, por si só, exclua o favor da antiguidade. Chamar-se-á Cruz de Guerra, será uma cruz de bronze claro, com quatro ramos, encimada por uma coroa de louros, e suspensa por uma fita verde lisa, o verde da medalha de 1870-1871, despido das listras pretas que simbolizavam o luto do outro século."
Após a apresentação de vários projetos, é finalmente um modelo proposto pela casa Arthus-Bertrand que é mantido. O Senado adotou a fita verde quebrada por finas listras vermelhas, associando o símbolo do sangue derramado ao da esperança e lembrando a da Medalha de Santa Helena dada aos velhos grognards da Velha Guarda do Primeiro Império. Sendo aprovado em 4 de fevereiro de 1915 pela Câmara dos Deputados e, em 26 de março, pelo Senado. Após discussões parlamentares, o projeto de lei foi aprovado em 2 de abril de 1915.
Foi assim pela lei de 8 de abril de 1915 que foi criada uma Cruz de Guerra destinada a comemorar, desde o início das hostilidades, militares dos exércitos terrestres e marítimos franceses ou estrangeiros por citações individuais por atos de guerra à ordem dos exércitos de terra e mar, corpos de exército, divisões, brigadas e regimentos. Este texto de lei foi complementado pelo decreto de 23 de abril de 1915 e pela instrução de 13 de maio de 1915. A irradiação dos controles da Cruz de Guerra será pronunciada, quer em caso de perda da qualidade do francês, quer em caso de condenação a pena aflitiva ou infame ou que implique degradação militar.
Assim, é publicado no periódico L'Illustration de 1º de maio de 1915 o seguinte artigo:

"O governo acaba de adotar o modelo da cruz de guerra convocada para premiar as inúmeras belas ações que esta campanha vê se multiplicar a cada dia. O diário oficial do passado sábado, 24 de abril de 1915, regista o decreto presidencial que põe termo às condições de atribuição desta invejável recompensa e dá a descrição da insígnia."
É também conferida ao mesmo tempo que a Legião de Honra ou a Medalha Militar a militares ou civis não citados à ordem, mas cuja condecoração tenha sido acompanhada, no diário oficial, de motivos equivalentes a uma citação à ordem do exército por ação brilhante. Finalmente, as cidades martirizadas, as aldeias completamente destruídas ou as cidades que resistiram heroicamente receberiam a Cruz de Guerra, que aparecerá no lugar de honra em seu brasão.

## Agraciamento

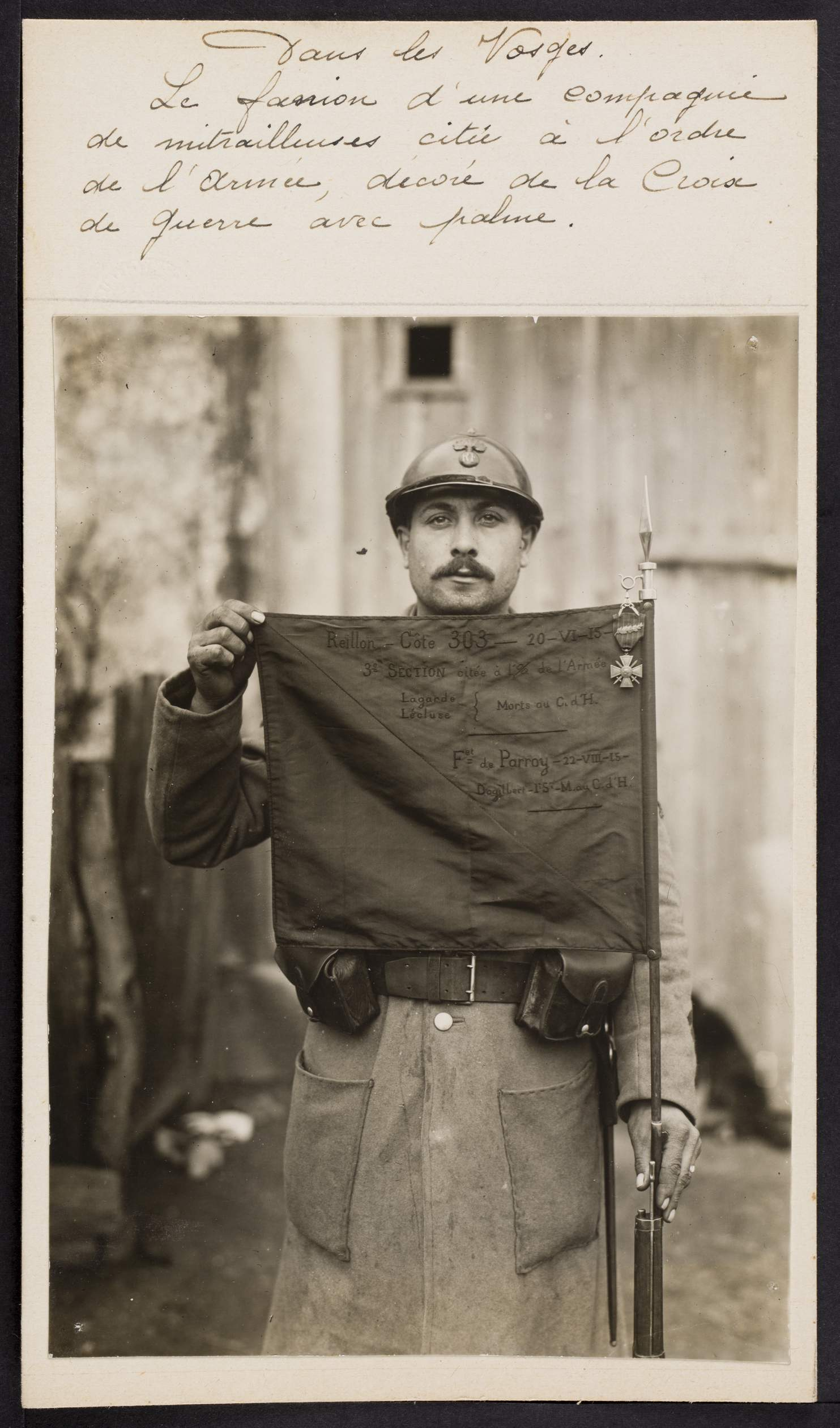
O estandarte de uma companhia de metralhadoras, parte do 217º RI, citada na ordem do exército, condecorada com a Croix de Guerre com palma nos Vosgues, em 1915.

Cada Cruz de Guerra concedida carrega pelo menos uma citação por coragem para um membro de qualquer patente do exército francês ou de um exército aliado. Os dispositivos de fita indicam a importância ou o grau do papel do soldado durante a ação citada. O grau mais baixo é representado por uma estrela de bronze e o grau mais alto é representado por uma palma de bronze. A cruz é concedida apenas uma vez e as ações subsequentes dignas de citações serão limitadas a dispositivos de fita adicionais na insígnia originalmente recebida. O número de dispositivos de fita em uma Croix de guerre não é limitado, e alguns prêmios, especialmente para ases pilotos de caça, tinham fitas extremamente longas com dezenas de estrelas e palmas. A Cruz de Guerra 1914-1918 foi atribuída a:
- Soldados franceses e aliados citados individualmente por um ato de bravura em tempo de guerra;
- Civis e militares citados individualmente por um ato de bravura em tempo de guerra;
- Automaticamente para soldados e civis não especificamente citados por uma Cruz de Guerra, mas agraciados com a Legião de Honra ou Medalha Militar pelos maiores atos de valor em tempo de guerra e publicados no Diário Oficial da República Francesa;
- Coletivamente, para unidades do exército, navios ou esquadrões aéreos;
- Às cidades e vilas, mártires da guerra, destruídas, devastadas ou bombardeadas pelo inimigo (2.952 cidades receberam a Croix de guerre 1914-1918, neste caso, sempre premiada com palma).

Soldados membros de unidades reconhecidas por uma condecoração coletiva da Cruz de Guerra podem usar a fourragère da Croix de guerre de 1914-1918 enquanto permanecerem membros daquela unidade. Soldados que participaram ativamente como membros de unidades durante repetidos feitos d'armas reconhecidos por mais de uma condecoração coletiva da Cruz de Guerra podem continuar a usar a fourragère mesmo depois de deixar a unidade meritória. Flâmulas de batalha com as cores da Croix de guerre 1914-1918 são afixadas nas cores das unidades agraciadas.

### Associações de agraciados da Cruz de Guerra
Após o fim da Primeira Guerra Mundial, os soldados sobreviventes organizaram-se em associações e sindicatos.
A Associação Nacional de Cruzes de Guerra (em francês:  Association nationale des croix de guerre), hoje conhecida como Associação Nacional das Cruzes de Guerra e do Valor Militar (em francês:  Association nationale des croix de guerre et de la Valeur militaire, ANCGVM), foi fundada em 1919 pelo Vice-Almirante Émile Guépratte, cujo objetivo era reunir soldados de todas as patentes e todos as forças, unidades militares, vilas, cidades e instituições civis condecoradas com a Cruz de Guerra; conforme declaração de 16 de setembro de 1919 ao Quartel-General da Polícia de Paris publicada no Diário Oficial da República Francesa de 12 de outubro de 1919.

## Descrição

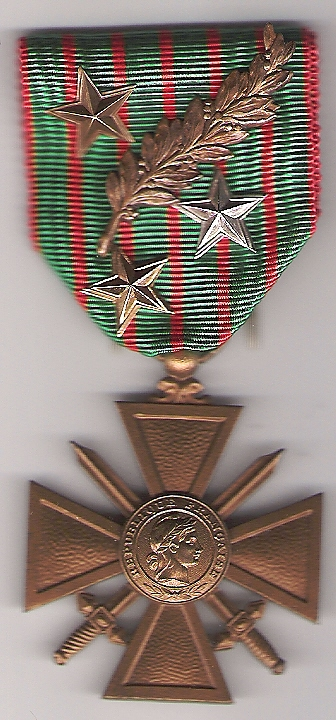
Cruz de Guerra pertencente ao Coronel Brébant com 4 citações, com palma de bronze, estrela de vermeil, estrela de prata e estrela de bronze.

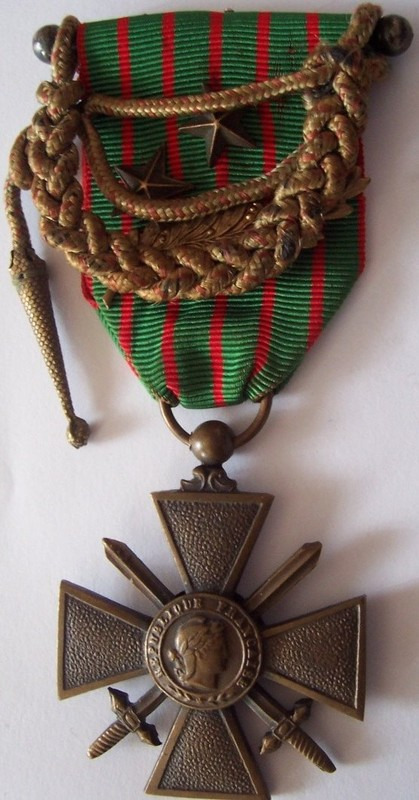
Cruz de Guerra 1914-1918 com estrelas de bronze e palma de bronze com fourragère em modelo reduzido.

### Medalha
A Croix de guerre é uma cruz de bronze com braços retos e espadas cruzadas nos braços da cruz.
Durante muito tempo acreditou-se que Paul-Albert Bartholomé havia feito o modelo definitivo. Pesquisas recentes mostram, de fato, que é uma criação da casa Arthus-Bertrand. Segundo o texto legislativo, Artigo 1º do decreto de 23 de abril de 1915:

"A Cruz de Guerra instituída pela lei de 8 de abril de 1915 é em bronze florentino do modelo 37mm, com quatro ramos, duas espadas cruzadas.
O centro representa no anverso uma efígie da República com gorro frígio adornado com uma coroa de louros com a epígrafe "República Francesa".
Tem a inscrição "1914-1915" no reverso."''
Esta inscrição será posteriormente modificada e a Cruz de Guerra ostentará sucessivamente os seguintes: 1914-1915, 1914-1916, 1914-1917 e 1914-1918.

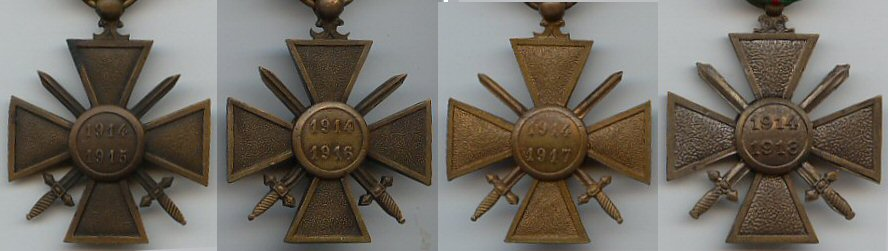
Reverso das quatro variantes.

A escolha do modelo foi objeto de um concurso aberto a todos os medalhistas, gravadores e escultores da França. O modelo escolhido - apresentado pelo Syndicat des Fabricants d’Ordres (Sindicato dos Encomendadores) - suscitou críticas pela sua forma que, segundo alguns, lembrava um pouco demais a forma das condecorações alemãs (Cruz de Ferro, Cruz do Mérito Militar, etc.).

### Fita
A fita é verde com borda vermelha em cada borda e cinco ramos vermelhos verticais de 1,5mm.
Houve variantes: por exemplo, o IV Exército propôs o uso de uma estrela vermelha para citação em caso de ferimento, portanto o decreto de implementação de 23 de abril de 1915 estabelece as distinções entre os diferentes níveis de citações com estrelas e palmas. A estrela vermeil é uma estrela de prata com tinta dourada aplicada em uma camada fina na superfície.

### Estrelas
- Citação na ordem do regimento: bronze
- Citação na ordem da brigada: bronze
- Citação na ordem da divisão: prata
- Citação na ordem do corpo de exército: vermeil

### Palma
- Citação na ordem do exército: bronze
- 5 citações na ordem do exército: prata

| Estrela de bronze | Estrela de prata | Estrela vermeil                             |                                    |
| Palma de bronze   | Palma de prata   | Palma de prata e estrelas de bronze e prata | Palma de prata e estrelas de prata |

## Condecorados

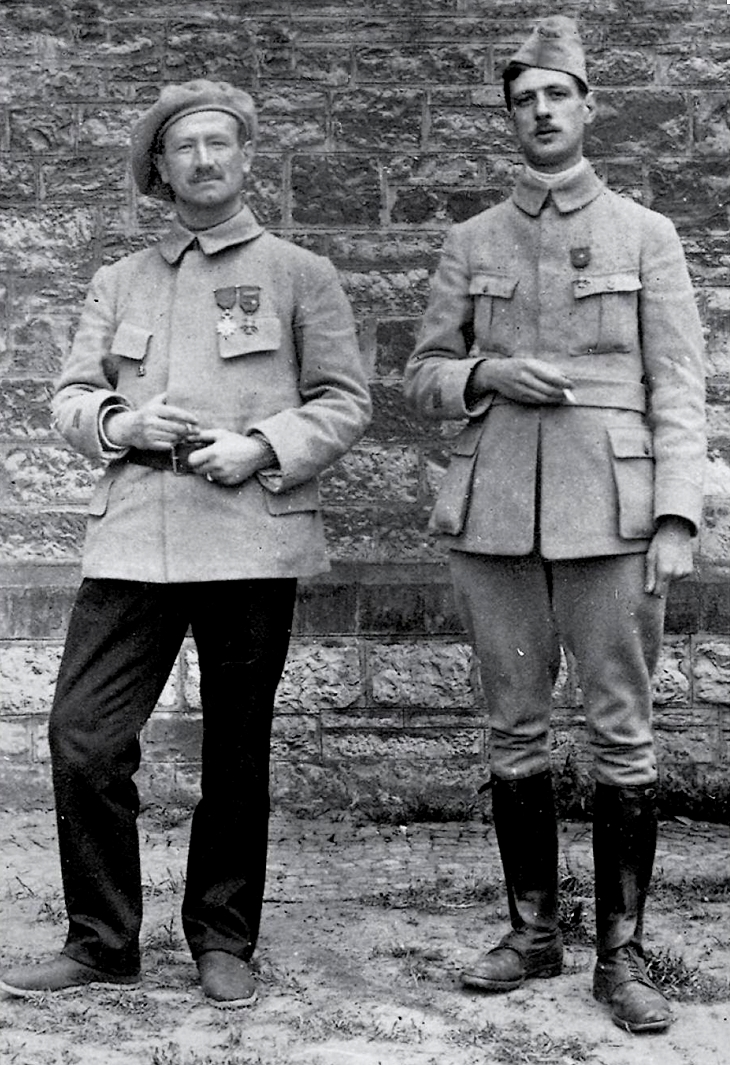
O Capitão Charles de Gaulle quando prisioneiro de guerra na Polônia ocupada, talvez na cidade de Szczuczyn, em 1916. Ele e seu companheiro portam a Croix de Guerre.

O número exato de titulares da Croix de guerre 1914-1918 é desconhecido. Em 1º de março de 1920, o Ministério da Guerra estimou em 2.055.000 o número de citações concedidas a combatentes dos exércitos francês e aliado. Mas este valor não leva em conta as citações póstumas e a Cruz de Guerre com palma que acompanha automaticamente a Legião de Honra e a Medalha Militar. 
O primeiro poilu a receber a Cruz de Guerra foi o Cabo Silvain Métivier em 23 de fevereiro de 1915; ele servia no 66º Regimento de Infantaria. A Cruz de Guerra mais "carregada" é a do ás aviador francês Charles Nungesser com 28 palmas e 2 estrelas. Marie Marvingt, também aviadora, foi uma das primeiras mulheres a obtê-la. Os condecorados não são apenas combatentes. Capelães, socorristas de ambulância também receberam esta condecoração, assim como civis e até uma pomba-correio chamada Cher Ami, em 1918.
A Cruz de Guerra também foi premiada coletivamente. Mais de 600 unidades do exército foram condecoradas, bem como cerca de quarenta navios da marinha, mais de 80 edifícios auxiliares e comerciais, segundo o Livro de Ouro da marinha, e mais de 70 esquadrões de aviação. Havia também organizações, como os Chemins de fer de la Banlieue de Reims ou instituições (quartel-general da polícia de Paris, bar de Paris, universidades, colégios, etc.). Finalmente, entre 1917 e 1931, 2.951 municípios foram condecorados com a Cruz de Guerra 1914-1918; ao todo, 2.985 municípios foram agraciados com esta insígnia, divididos em 2.942 municípios da lista original, 16 municípios que não constavam da lista original, 12 CG premiados na sequência da Legião de Honra e 15 cidades estrangeiras que não constavam da lista original.

## Fourragère
Membros de unidades militares condecoradas pelo menos duas vezes com a Cruz de Guerra podem usar um cordão chamado fourragère. Esta fourragère é usada coletivamente por todo o pessoal pertencente à unidade; podendo ser usada individualmente se o membro da unidade participou dos eventos que concederam o fourragère à unidade. As cores e a disposição dessa fourragère mudam dependendo do número de citações obtidas. Esta disposição será estendida às bandeiras e estandartes das unidades que receberam este prêmio.
Os veteranos da Primeira Guerra Mundial, portadores de uma fourragère a título pessoal, habituaram-se a adaptar esta última a um modelo reduzido fixado à barra de fixação da Cruz de Guerra (textos oficiais inexistentes); este modelo reduzido de fourragère deveria poder responder a um certificado emitido pelo comandante de unidade.

## Cerimônia de recepção

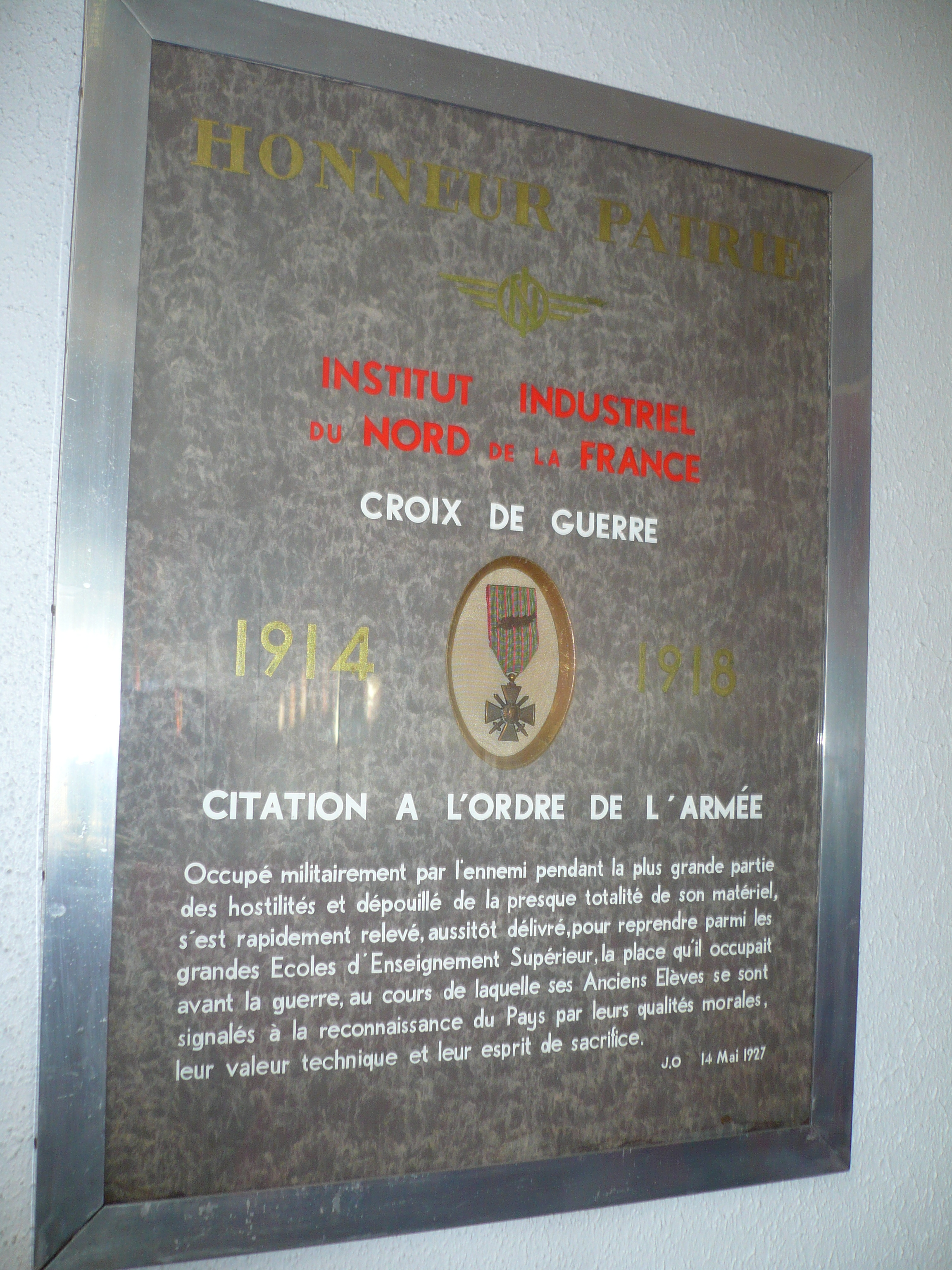
Croix de guerre com menção militar concedida ao Instituto Industrial do Norte da França.

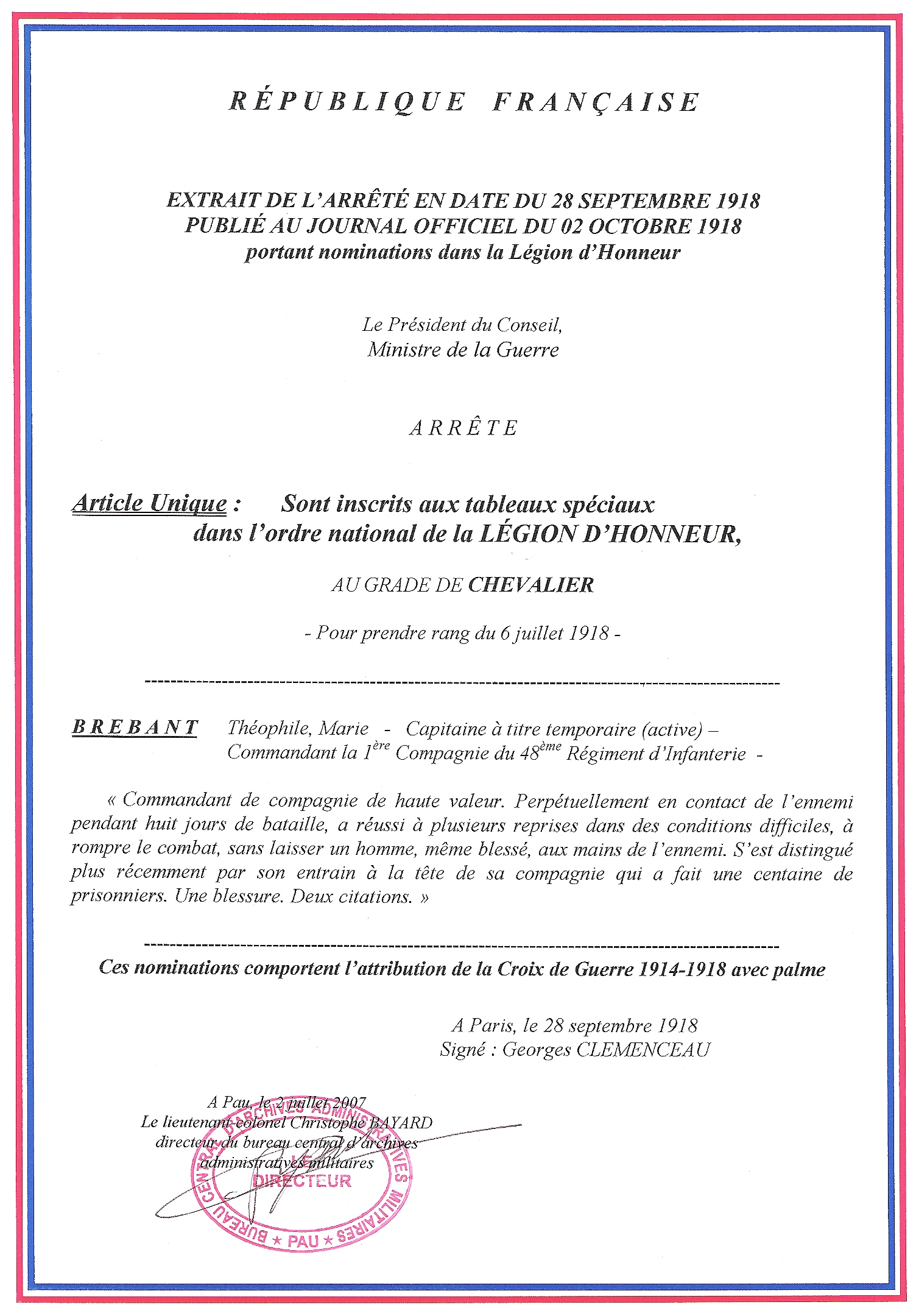
Ordem de nomeação ao grau de Cavaleiro da Legião de Honra com a atribuição da Cruz de Guerra 1914-1918 com Palma do Capitão Brébant, datada de 28 de setembro de 1918 e assinada por Georges Clemenceau.

A atribuição da Croix de guerre não era acompanhada de qualquer cerimónia obrigatória. A entrega ao interessado de um extrato do despacho que o cita era suficiente para estabelecer o seu direito a esta distinção.
O procedimento oficial:
- Primeiro, um ato oficial é escrito a pedido do comandante do regimento a que pertence o oficial, suboficial ou soldado sobre seu ato de bravura dando direito a uma citação e, em seguida, à atribuição de uma medalha (Cruz da Legião de Honra, Medalha Militar, Cruz de Guerra, Cruz do Valor Militar, etc.).
- Em segundo lugar, o pedido deve passar por uma comissão encarregada de conceder as recompensas. Esta comissão é presidida por um oficial superior apoiado por outros oficiais.
- Terceiro, o pedido será encaminhado em relatório ao ministro da Guerra (atual ministro da Defesa) que dará seu parecer.
- Em quarto lugar, será publicado um extrato do decreto para classificação a partir de tal data no diário oficial (somente são publicadas as citações que concedem a entrega da Legião de Honra ou a Medalha Militar). Os extratos estão arquivados no escritório de arquivos militares em Pau.
- Em quinto lugar, a pessoa em questão pode usar sua condecoração.

As menções na ordem do exército são atribuídas exclusivamente pelo Ministro da Defesa. As relativas aos demais graus, desde o corpo de exército até o regimento, são de competência exclusiva do General, Chefe do Estado-Maior da Defesa. Este nem sempre foi o caso, por exemplo, durante a Primeira Guerra Mundial, as citações do exército foram concedidas exclusivamente por um general de exército, citações do corpo exclusivamente por um general de corpo de exército e assim por diante.
Se a cruz for entregue durante um desfile, o destinatário chega a se alinhar dez passos à frente da bandeira. O comandante das tropas comanda "Sentido". A autoridade encarregada da entrega manda abrir a eulogia e, depois de ter indicado o grau, sobrenome e nome próprio do destinatário, pronuncia a seguinte fórmula (exemplo):

"Em nome do Ministro da Defesa, condecoramo-lo com a Cruz da Legião de Honra no grau de Cavaleiro bem como a Cruz de Guerra 1914-1918 com palma pelas seguintes razões: Comandante de companhia de alto valor. Perpetuamente em contato com o inimigo durante oito dias de batalha, conseguiu por diversas vezes em difíceis condições, atuar em combate, sem deixar um homem, mesmo ferido, nas mãos do inimigo, distinguiu-se mais recentemente pelo seu entusiasmo à frente de sua companhia a qual fez cem prisioneiros. Um ferimento e duas citações."
Após a rendição, a referida autoridade encerra o panegírico. O destinatário se junta às fileiras. Para qualquer outra condecoração, o cerimonial é o mesmo.

## Galeria

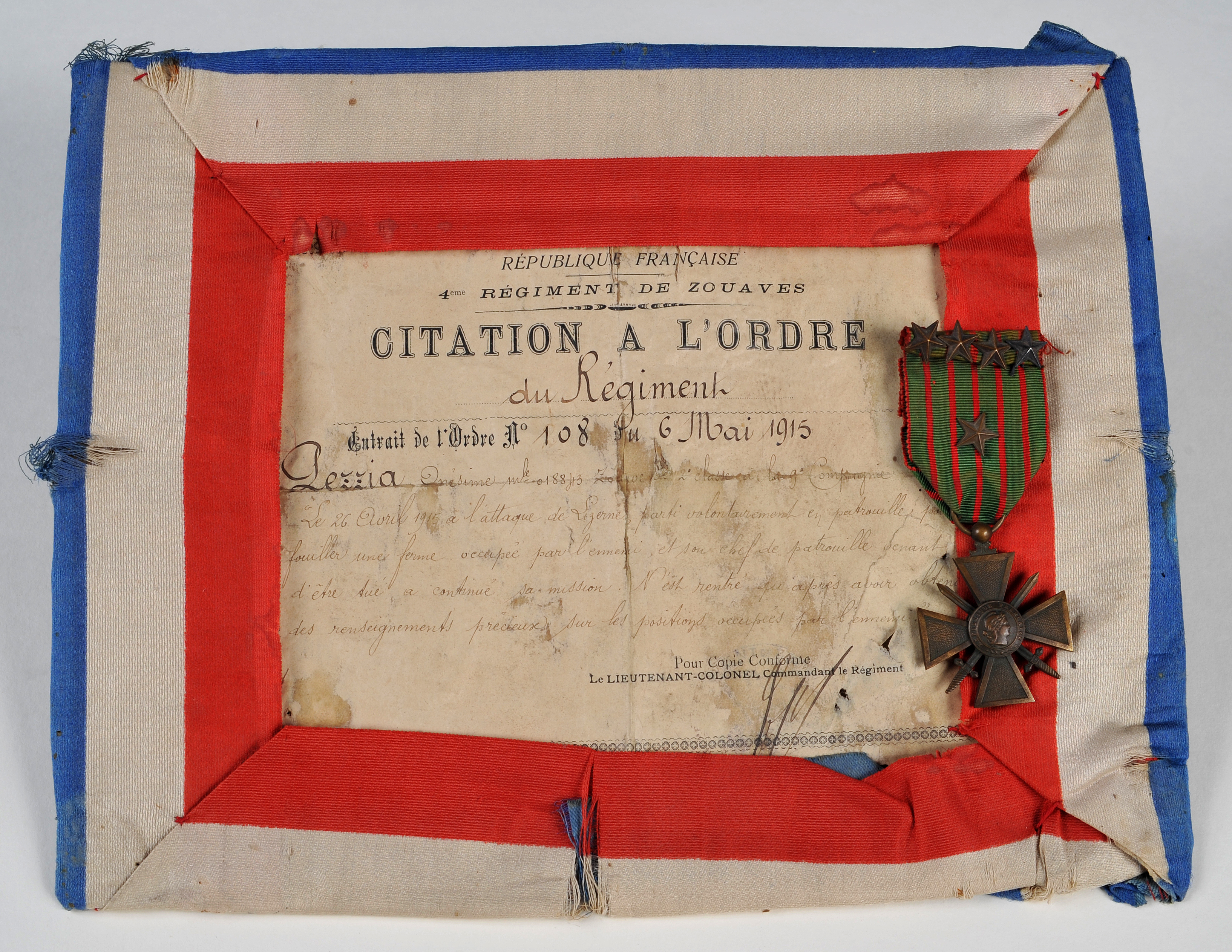
Croix de guerre e diploma de citação à ordem do 4º Regimento de Zuavos de Onesime Pezzia, da 9ª companhia, por sua ação durante o ataque a Lizerne em 26 de abril de 1915.
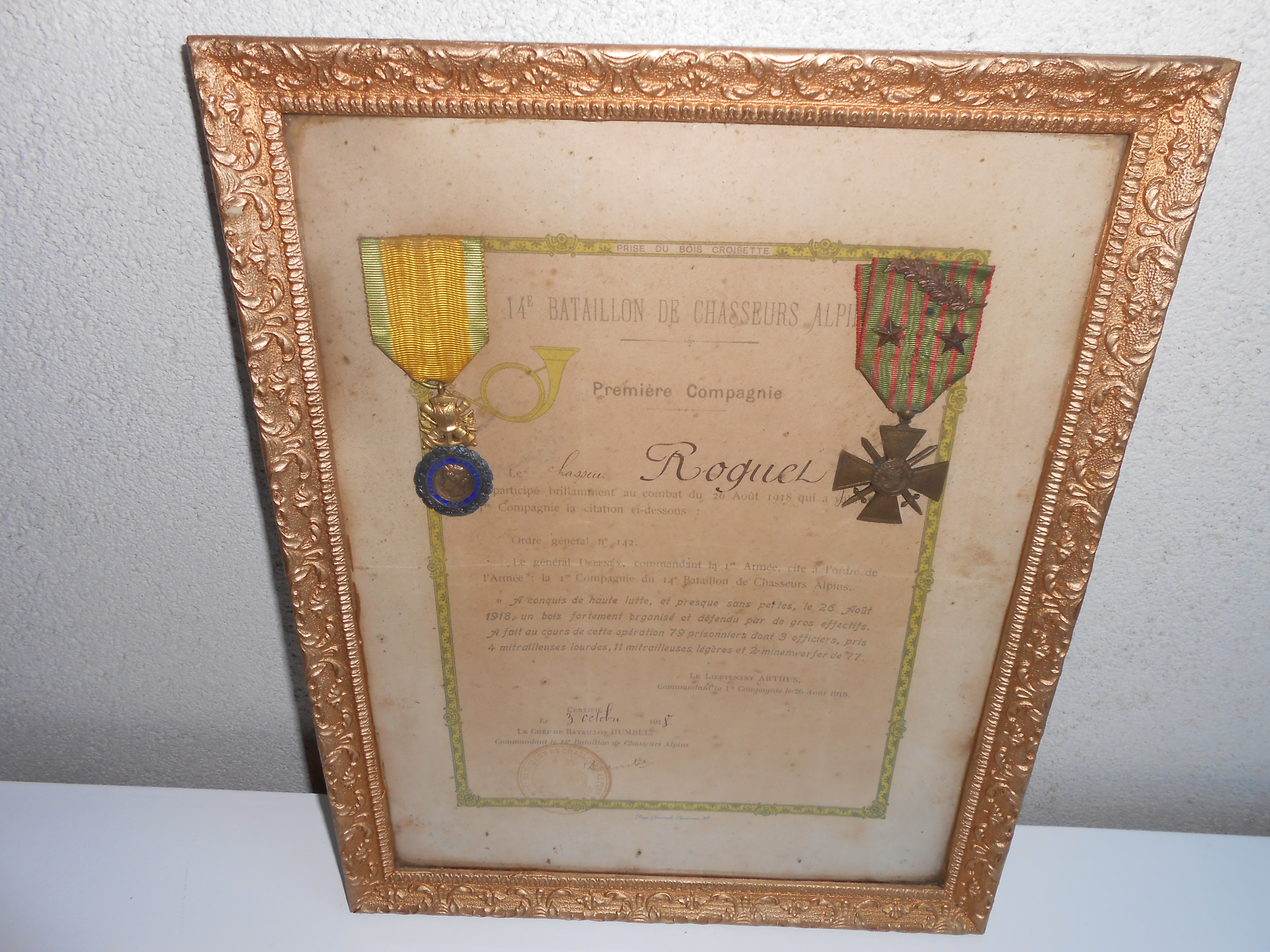
Médaille Militaire, Croix de guerre e citação no corpo de exército por bravura do soldado chasseur Jules Roguet do 14º Batalhão de Caçadores Alpinos (14e BCA).
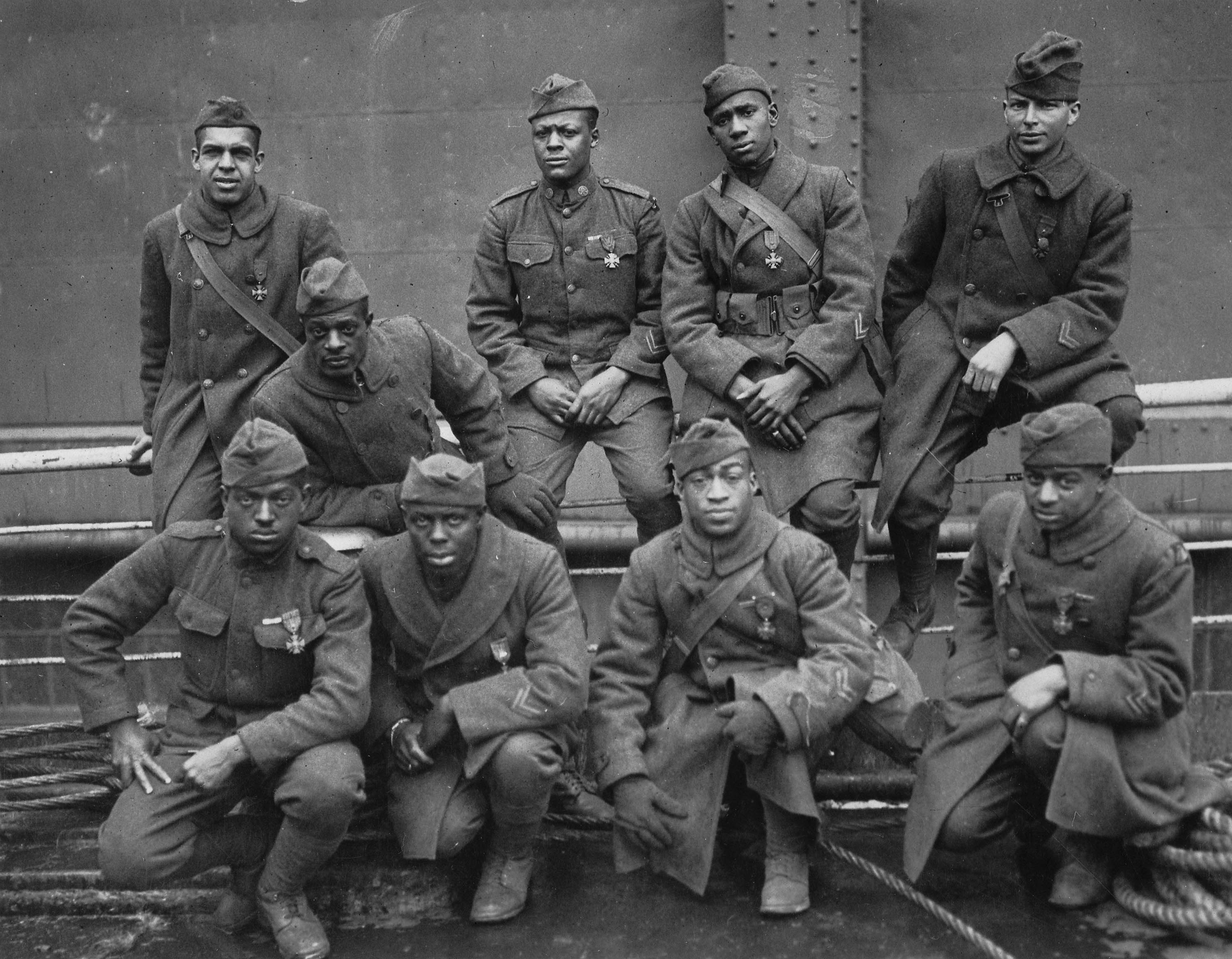
Nove soldados negros do 369º Regimento de Infantaria do Exército dos EUA, os "Harlem Hellfighters", condecorados com a Croix de guerre por bravura em combate.
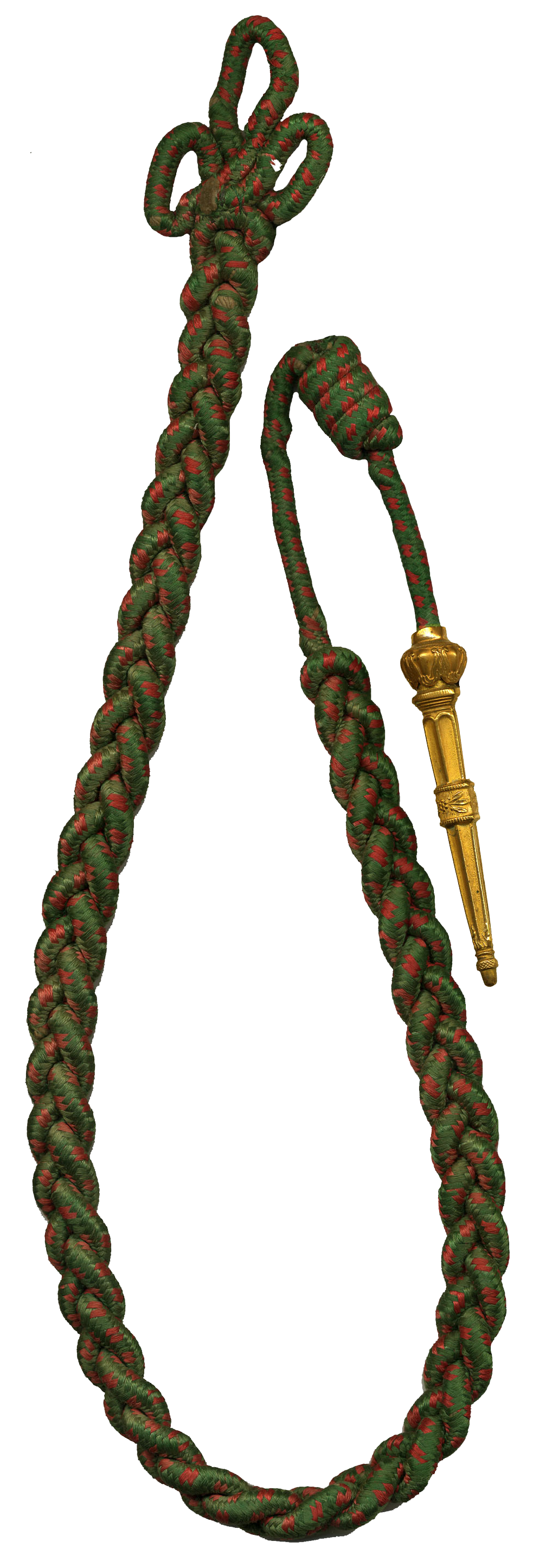
Fourragère da Cruz de Guerra 1914-1918.